# フランソワ・タミシエ

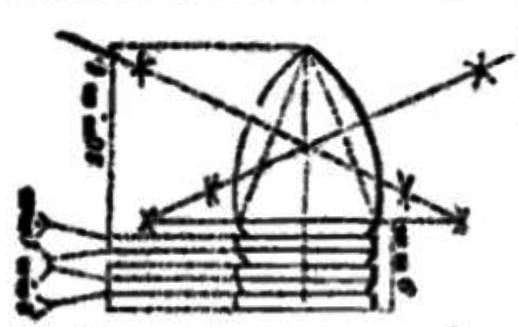
タミシエ・グルーブ（仏語："Cannelures"、溝）

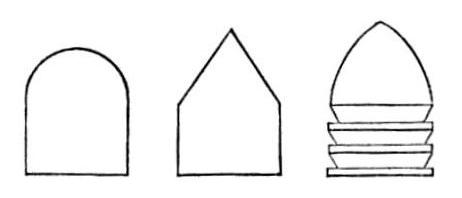
デルヴィーニュが開発した円柱-半球形（左）及び円柱・円錐形（中央）砲弾。 タミシエはこれに溝を刻むことにより、安定性を向上させた（右）

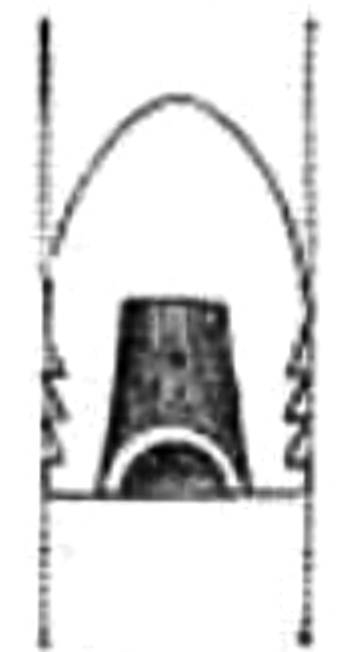
ミニエー弾に刻み込まれたタミシエ・グルーブ

フランソワ・タミシエ（François Tamisier、1809年ジュラ県ロン＝ル＝ソーニエ生 - 1880年）は、19世紀フランスの砲兵大尉。施条砲用弾丸の改良方法を各種発明したが、特筆されるのは弾丸に溝を刻むことにより安定性を向上させたことである。

## 溝付き弾丸
タミシエ大尉は円柱-円錐弾の正確さを、円柱部に鋭い3条の溝（仏語：cannelures）を掘ることによって改善する特許（タミシエ・グルーブ）を1841年に取得した。

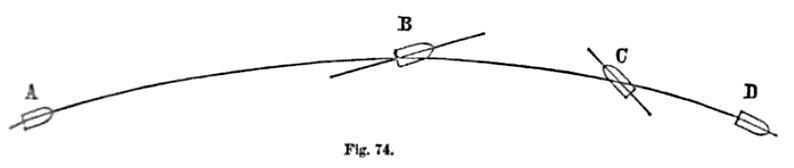
タミシエの改良以前は、施条砲から発射される弾丸の向きは、慣性モーメントの影響では発射時の向きを維持する傾向があり、軌道の後半になると空気抵抗の影響で不規則な動きをしていた

球形弾はその対称性のために、効率は悪かったが空力特性は安定していた。しかしデルヴィーニュが開発した初期の円柱-円錐ライフル弾（椎の実弾）の空力特性は問題を抱えていた。タミシエの改良によって、弾丸の重量中心より後部の空気抵抗が増加し、矢羽やバドミントンのシャトルコックと同様の理由で、安定性が増すことになった。このため、飛翔中の砲弾は安定し、有効性も大幅に増加した。タミシエはデルヴィーニュが開発した弾丸を用いた実験を行い、弾丸の軌道に対する空気抵抗の効果を発見した。
タミシエ・グルーブは円錐-円柱弾の効率を大幅に改善した。しかし、この方式では砲腔内の施条溝に弾丸を押し付ける力が不足するという問題を生じた。この問題を解決したのがルイ＝エティエンヌ・トーヴナンが開発したステム・ライフルである。この概念は、後のミニエー弾にも利用されている。

## 漸進施条溝
タミシエはまた、施条溝を薬室側では溝は深く、先端に行くに従って浅くするという、新しい施条方式も開発した。これにより、弾丸が砲腔を進むにつれて弾丸を押す力が強くなり、効率を上げることができた。

## 参考資料
- Military Dictionary by H. L. Scott, 1863
- Rifles: An Illustrated History of Their Impact (Weapons and Warfare) by David Westwood,ABC-CLIO (March 1, 2005) ISBN 978-1851094011
- The United service magazine, with which are incorporated the Army and navy magazine and Naval and military journal Part I, Colburn and Co., 1853
- Deanes' Manual of the History and Science of Fire-arms by John Deane, (Reprint: Nabu Press (March 16, 2010) ISBN 978-1147387988)